# Уилям Харълд Хът
Уилям Харълд Хът (на английски: William Harold Hutt) е английски икономист, работил дълго време в Южноафриканската република.
Роден е на 3 август 1899 година в Лондон в работническо семейство. През 1924 година завършва Лондонското училище по икономика, а през 1928 година заминава за Южна Африка, където става преподавател в Кейптаунския университет, а по-късно оглавява неговия Търговския факултет. Ранните му изследвания са върху икономическата теория на колективните трудови спорове. Дългогодишен критик на профсъюзите, през 60-те години той става е един от известните противници на апартейда, който смята най-вече за резултат от злоупотребата с влияние на синдикатите.
Уилям Харълд Хът умира на 19 юни 1988 година.